# Elecciones municipales de Perú de 1966
Las elecciones municipales de Perú de 1966 se llevaron a cabo el 13 de noviembre de 1966 en todo el Perú, para elegir a los alcaldes provinciales y distritales para el período 1967-1969. Fueron convocadas por el presidente Fernando Belaúnde Terry. Fueron las últimas elecciones subnacionales hasta 1980, tras el fin del gobierno militar y el restablecimiento de la democracia.
Los comicios se vieron marcados nuevamente por la polarización política entre la oficialista Alianza Acción Popular–Democracia Cristiana y la opositora Coalición Partido Aprista Peruano–Unión Nacional Odriísta. La Alianza, si bien se mantuvo como la fuerza más votada y revalidó su victoria en Lima y en la mayoría de provincias del país, perdió el gobierno de varias provincias como Arequipa y Cusco en manos de la Coalición.

## Sistema electoral
Las municipalidades provinciales y distritales constituyen el órgano administrativo y de gobierno de las provincias y los distritos del Perú. Están compuestas por el concejo municipal (provincial y distrital). La votación se realiza en base al sufragio universal alfabeto, que comprende a todos los ciudadanos nacionales mayores de veintiún años que sepan leer y escribir, empadronados y residentes en la provincia o el distrito y en pleno goce de sus derechos políticos, así como a los ciudadanos no nacionales empadronados y residentes en la provincia o el distrito.
Los concejos municipales están compuestos por entre 5 y 19 concejales (excepto el de la provincia de Lima, compuesto por 39 concejales) elegidos por sufragio directo para un período de tres (3) años. La votación es por lista cerrada y bloqueada. Se asigna a cada lista los escaños según el método d'Hondt. Es elegido como alcalde el candidato que ocupe el primer lugar de la lista que haya obtenido la más alta votación.

## Partidos y líderes
A continuación se muestra una lista de los principales partidos y alianzas electorales que participaron en las elecciones:
| Candidatura | Candidatura | Partidos y alianzas                                                                                                  | Líder                 | Líder                        | Ideología                                           | Resultado previo | Resultado previo |
| Candidatura | Candidatura | Partidos y alianzas                                                                                                  | Líder                 | Líder                        | Ideología                                           | Votos (%)        | Alc. prov.       |
| ----------- | ----------- | --- | --------------------- | ---------------------------- | --------------------------------------------------- | ---------------- | ---------------- |
|             | AP–DC       | Lista - Alianza Acción Popular–Democracia Cristiana (AP–DC) – Acción Popular (AP) – Partido Demócrata Cristiano (DC) |                       | Fernando Belaúnde Terry      | Liberalismo Humanismo Democracia cristiana          | 46.55%           | 75               |
|             | AP–DC       | Lista - Alianza Acción Popular–Democracia Cristiana (AP–DC) – Acción Popular (AP) – Partido Demócrata Cristiano (DC) | Héctor Cornejo Chávez |                              | Liberalismo Humanismo Democracia cristiana          | 46.55%           | 75               |
|             | APRA–UNO    | Lista - Coalición APRA-UNO (APRA–UNO) – Partido Aprista Peruano (APRA) – Unión Nacional Odriísta (UNO)               |                       | Víctor Raúl Haya de la Torre | Aprismo Conservadurismo social Populismo de derecha | 44.31%           | 63               |
|             | APRA–UNO    | Lista - Coalición APRA-UNO (APRA–UNO) – Partido Aprista Peruano (APRA) – Unión Nacional Odriísta (UNO)               | Manuel Odría Amoretti |                              | Aprismo Conservadurismo social Populismo de derecha | 44.31%           | 63               |
|             | Ind.        | Lista - Independientes                                                                                               | —                     | —                            | —                                                   | 9.13%            | 8                |

## Elecciones municipales provinciales

### Sumario general
| Partidos y coaliciones | Partidos y coaliciones                                                 | Voto popular | Voto popular | Voto popular | Alcaldías | Alcaldías |
| Partidos y coaliciones | Partidos y coaliciones                                                 | Votos        | %            | ±pp          | Total     | +/−       |
| ---------------------- | ---------------------------------------------------------------------- | ------------ | ------------ | ------------ | --------- | --------- |
|                        | Alianza Acción Popular – Democracia Cristiana (AP–DC)                  | 824,477      | 46.03        | –0.52        | 77        | +2        |
|                        | Coalición Partido Aprista Peruano – Unión Nacional Odriísta (APRA–UNO) | 767,455      | 42.84        | –1.47        | 60        | –4        |
|                        | Independientes                                                         | 199,316      | 11.12        | n/a          | 10        | +2        |
|                        |                                                                        |              |              |              |           |           |
| Total                  | Total                                                                  | 1,791,248    |              |              | 147       | ±0        |
|                        |                                                                        |              |              |              |           |           |
| Votos válidos          | Votos válidos                                                          | 1,791,248    | 91.80        | +4.21        |           |           |
| Votos en blanco        | Votos en blanco                                                        | 83,593       | 4.28         | –1.31        |           |           |
| Votos nulos            | Votos nulos                                                            | 76,412       | 3.92         | –2.90        |           |           |
| Votos emitidos         | Votos emitidos                                                         | 1,951,253    | 84.24        | –2.82        |           |           |
| Abstenciones           | Abstenciones                                                           | 364.935      | 15.76        | +2.82        |           |           |
| Votantes registrados   | Votantes registrados                                                   | 2,316,188    |              |              |           |           |
|                        |                                                                        |              |              |              |           |           |
| Fuente:                |                                                                        |              |              |              |           |           |

### Resultados por provincia
La siguiente tabla enumera el control de las provincias donde se ubican las capitales de cada departamento, así como en aquellas con un número de votantes por encima o alrededor de 15.000. El cambio de mando de una organización política se resalta del color de ese partido.
| Provincia      | Votantes | Alcalde(sa) titular        | Partido político | Partido político         | Alcalde(sa) electo(a)      | Partido político | Partido político              |
| -------------- | -------- | -------------------------- | ---------------- | ------------------------ | -------------------------- | ---------------- | ----------------------------- |
| Lima           | 681 424  | Luis Bedoya Reyes          |                  | Alianza AP-DC            | Luis Bedoya Reyes          |                  | Alianza AP-DC                 |
| Callao         | 85 206   | Oswaldo Winstanley Heredia |                  | Alianza AP-DC            | Jorge Labarthe Gonzales    |                  | Alianza AP-DC                 |
| Arequipa       | 71 317   | Ulrich Neisser Riess       |                  | Alianza AP-DC            | Alfredo Corso Masías       |                  | Coalición APRA-UNO            |
| Trujillo       | 63 334   | Guillermo Larco Cox        |                  | Coalición APRA-UNO       | Guillermo Larco Cox        |                  | Coalición APRA-UNO            |
| Chancay        | 50 532   | Ernesto Ausejo Pintado     |                  | Lista Independiente N° 9 | Ernesto Ausejo Pintado     |                  | Lista Independiente N° 5      |
| Chiclayo       | 50 007   | Jorge Gómez Sánchez García |                  | Coalición APRA-UNO       | Alfredo Montenegro Oliva   |                  | Frente del Pueblo Chiclayano  |
| Huancayo       | 39 302   | Fernando Calmell del Solar |                  | Alianza AP-DC            | Félix Ortega Arce          |                  | Coalición APRA-UNO            |
| Piura          | 34 025   | Oscar Román Baluarte       |                  | Alianza AP-DC            | Orlando Balarezo Calle     |                  | Alianza AP-DC                 |
| Santa          | 31 112   | Guillermo Valcázar Rioja   |                  | Coalición APRA-UNO       | Guillermo Valcázar Rioja   |                  | Coalición APRA-UNO            |
| Ica            | 30 287   | José Oliva Razzeto         |                  | Coalición APRA-UNO       | José Oliva Razzeto         |                  | Coalición APRA-UNO            |
| Maynas         | 22 966   | Luis Arana Zumaeta         |                  | Alianza AP-DC            | Joaquín Abensur Araujo     |                  | Alianza AP-DC                 |
| Cusco          | 21 635   | Alfredo Díaz Quintanilla   |                  | Alianza AP-DC            | Carlos Chacón Galindo      |                  | Coalición APRA-UNO            |
| Cañete         | 20 449   | Víctor Sánchez Calagua     |                  | Alianza AP-DC            | Juan Oré Bravo             |                  | Alianza AP-DC                 |
| Chincha        | 19 785   | Luis Falcone Salazar       |                  | Alianza AP-DC            | Alfonso Chumbiauca Rios    |                  | Alianza AP-DC                 |
| Jauja          | 19 701   | Heráclites Balvín Huamán   |                  | Alianza AP-DC            | Jaime Yuli Linares         |                  | Alianza AP-DC                 |
| Tarma          | 19 431   | Pedro Baldeón Pantoja      |                  | Coalición APRA-UNO       | David Córdova Gonzales     |                  | Coalición APRA-UNO            |
| Sullana        | 18 297   | Gustavo Moya Espinoza      |                  | Alianza AP-DC            | Jorge Houghton Aguirre     |                  | Coalición APRA-UNO            |
| Pacasmayo      | 17 992   | José Purizaga Aznarán      |                  | Coalición APRA-UNO       | José Purizaga Aznarán      |                  | Coalición APRA-UNO            |
| Talara         | 17 832   | Luis Núñez Taimán          |                  | Coalición APRA-UNO       | Juan Blume García          |                  | Coalición APRA-UNO            |
| Lambayeque     | 16 846   | Pedro Vílchez Buendía      |                  | Coalición APRA-UNO       | Pedro Vilchez Buendía      |                  | Frente del Pueblo Lambayecano |
| Cajamarca      | 16 213   | Miguel Jave Rodríguez      |                  | Coalición APRA-UNO       | Ubedelindo Vizconde García |                  | Coalición APRA-UNO            |
| Tacna          | 14 649   | Armando Fuster Rossi       |                  | Alianza AP-DC            | Rómulo Ponce de León       |                  | Coalición APRA-UNO            |
| Puno           | 12 835   | Remigio Cabala Pinazo      |                  | Alianza AP-DC            | Carlos Santander García    |                  | Alianza AP-DC                 |
| Pasco          | 12 550   | Fernando Ramos Carreño     |                  | Coalición APRA-UNO       | Atilio Silva Morales       |                  | Alianza AP-DC                 |
| Huaraz         | 9 603    | Moisés Castillo Villanueva |                  | Alianza AP-DC            | Fortunato Flores Gutiérrez |                  | Alianza AP-DC                 |
| Huánuco        | 9 368    | Roque Gonzáles Ruiz        |                  | Alianza AP-DC            | Lucio Fernández Rubín      |                  | Coalición APRA-UNO            |
| Tumbes         | 9 121    | Guillermo Merino Horna     |                  | Coalición APRA-UNO       | Néstor Terranova Costa     |                  | Coalición APRA-UNO            |
| Mariscal Nieto | 8 812    | Augusto Vizcarra Chocano   |                  | Alianza AP-DC            | César Vizcarra Vargas      |                  | Coalición APRA-UNO            |
| Huamanga       | 6 722    | Francisco Vidal Fernández  |                  | Alianza AP-DC            | Benjamín Salcedo Munarriz  |                  | Alianza AP-DC                 |
| Huancavelica   | 6 124    | Rodolfo Alarco Merino      |                  | Alianza AP-DC            | Alfonso Cárdenas Merino    |                  | Coalición APRA-UNO            |
| Chachapoyas    | 4 906    | Gilberto Feijóo Hurtado    |                  | Alianza AP-DC            | Augusto Pizarro Santillán  |                  | Alianza AP-DC                 |
| Abancay        | 3 461    | Víctor Miranda Valenzuela  |                  | Coalición APRA-UNO       | Alberto Vásquez Ríos       |                  | Alianza AP-DC                 |
| Moyobamba      | 3 691    | Julio Hoyos Vásquez        |                  | Coalición APRA-UNO       | Hilario Vásquez Olórtegui  |                  | Coalición APRA-UNO            |
| Tambopata      | 1 613    | Sin información disponible |                  | Coalición APRA-UNO       | Pedro Horna Díaz           |                  | Coalición APRA-UNO            |